# Parafia Ofiarowania Najświętszej Maryi Panny w Ostródzie
Parafia Ofiarowania Najświętszej Maryi Panny – parafia greckokatolicka w Ostródzie, w dekanacie elbląskim eparchii olsztyńsko-gdańskiej. Założona w 1993. Mieści się przy ul. Drwęckiej 14.